# 西掛川站

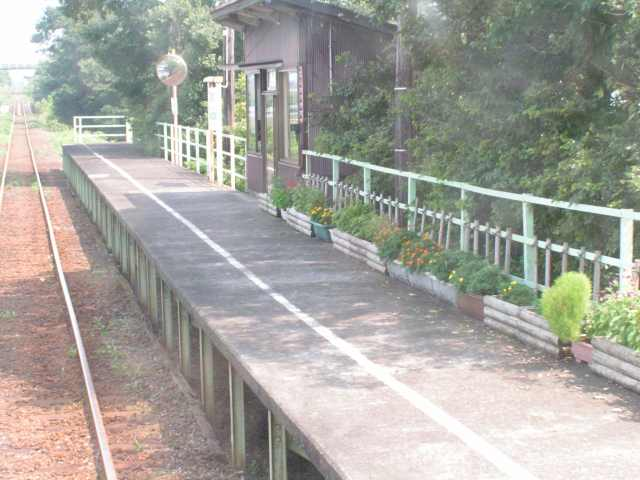
月台（2006年8月）

西掛川站（日语：／ Nishikakegawa eki */?）是位於靜岡縣掛川市大池934番3號，天龍濱名湖鐵道的天龍濱名湖線車站。

## 歷史
- 1954年（昭和29年）10月10日 - 國鐵二俁線車站啟用，為旅客車站。
- 1987年（昭和62年）3月15日 - 二俁線由天龍濱名湖鐵道接管，成為天龍濱名湖鐵道車站。

## 車站構造
車站是一座建設路堤上的地面車站，設有1面1線的單式月台。車站出入口與月台之間設有樓梯連接。月台中央部分設有候車室。
此站是無人車站。此站沒有廁所，最接此站的廁所位於附近公園內的公廁。

## 使用狀況
以下為近年1日平均乘車人次。
| 乘車人次變化 | 乘車人次變化      |
| 年度         | 一日平均 乘車人次 |
| ------------ | ----------------- |
| 2008         | 69                |
| 2009         | 70                |
| 2010         | 72                |
| 2011         | 111               |
| 2012         | 99                |
| 2013         | 93                |
| 2014         | 112               |
| 2015         | 109               |
| 2016         | 93                |
| 2017         | 83                |
| 2018         | 94                |

## 車站周邊
車站附近設有舊東海道（靜岡縣道253號掛川袋井線）。設有許多古老住宅。
車站西邊設有商場、家電店、餐廳等路邊型商店。

### 路軌北邊（鳥居町方向）
- valor（舊岡野）掛川店
- UNIQLO
- K's電機（日语：ケーズホールディングス）掛川Powerful館
- Book Off掛川店
- 炭燒餐廳Sawayaka（日语：炭焼きレストランさわやか）掛川總店
- 五味八珍（日语：五味八珍）掛川店
- 雜貨屋鬥牛犬新掛川店
- 掛川市立第二小學（日语：掛川市立第二小学校）
- 掛川游泳學校
- 掛川汽車學校
- 川口會醫院
- 特別養護老人之家掛川苑
- Evergreen掛川（日間服務）

### 路軌南邊（橘町、末廣町方向）
- 掛川工業團地協同組合
  - 掛川勤勞福祉會館
- MEGA唐吉訶德UNY掛川店（舊Apita掛川店）
- 珍寶Encho掛川店
- 山田電機Teccland掛川店
- ZOA掛川店
- GEO掛川大池店
- 日通NEC物流
- 筑紫會館

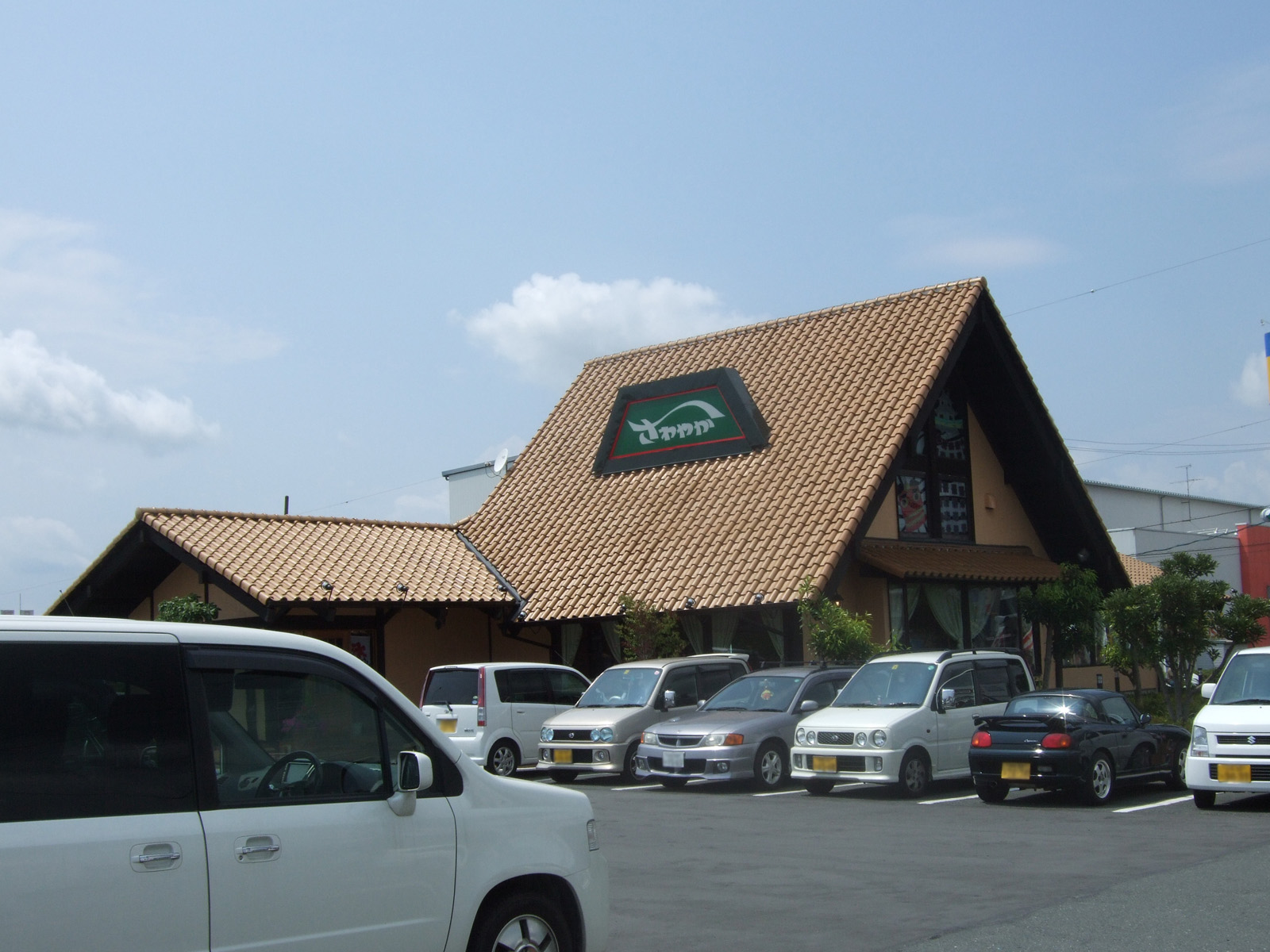
Sawayaka掛川本店
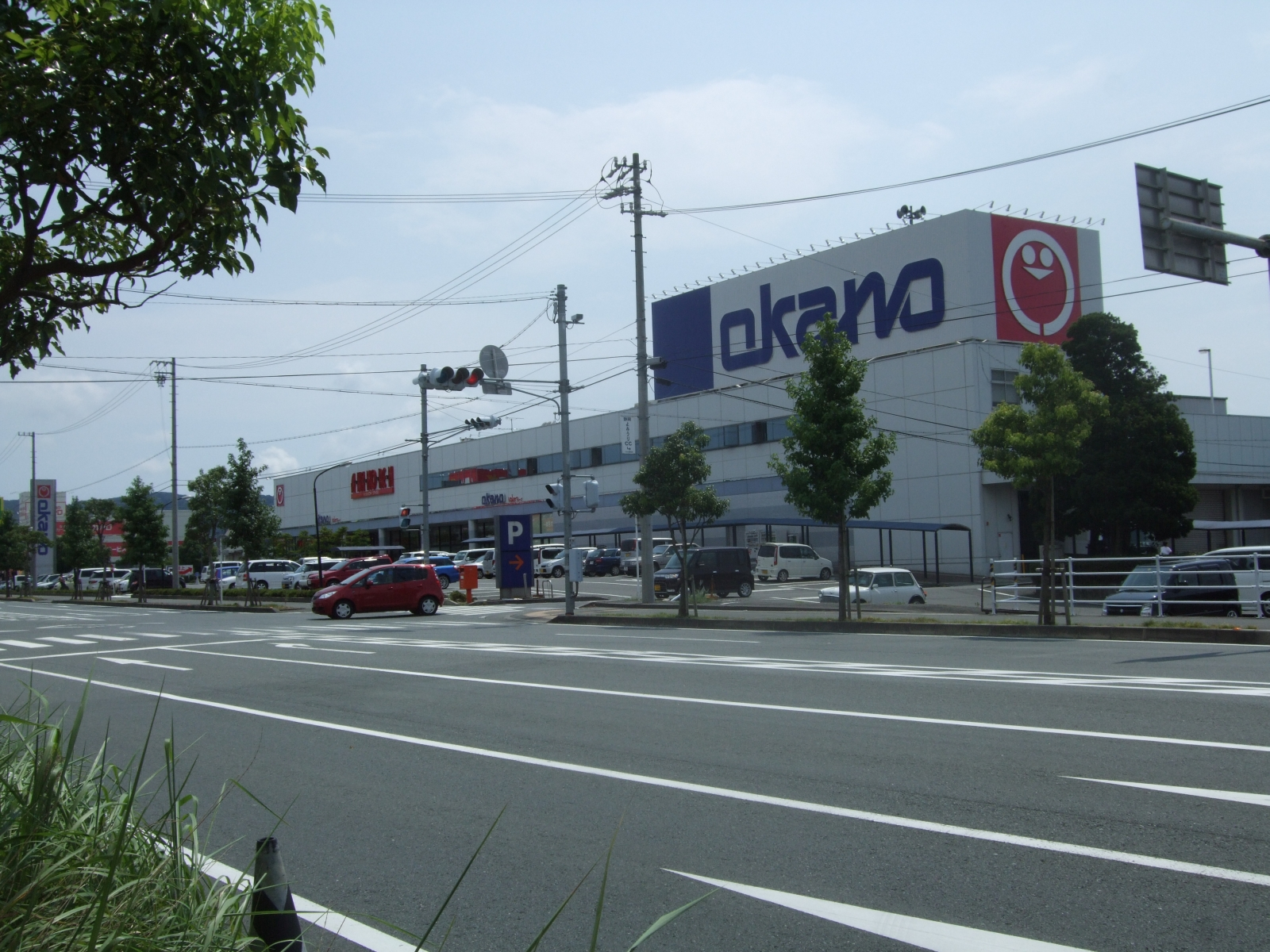
岡野掛川店
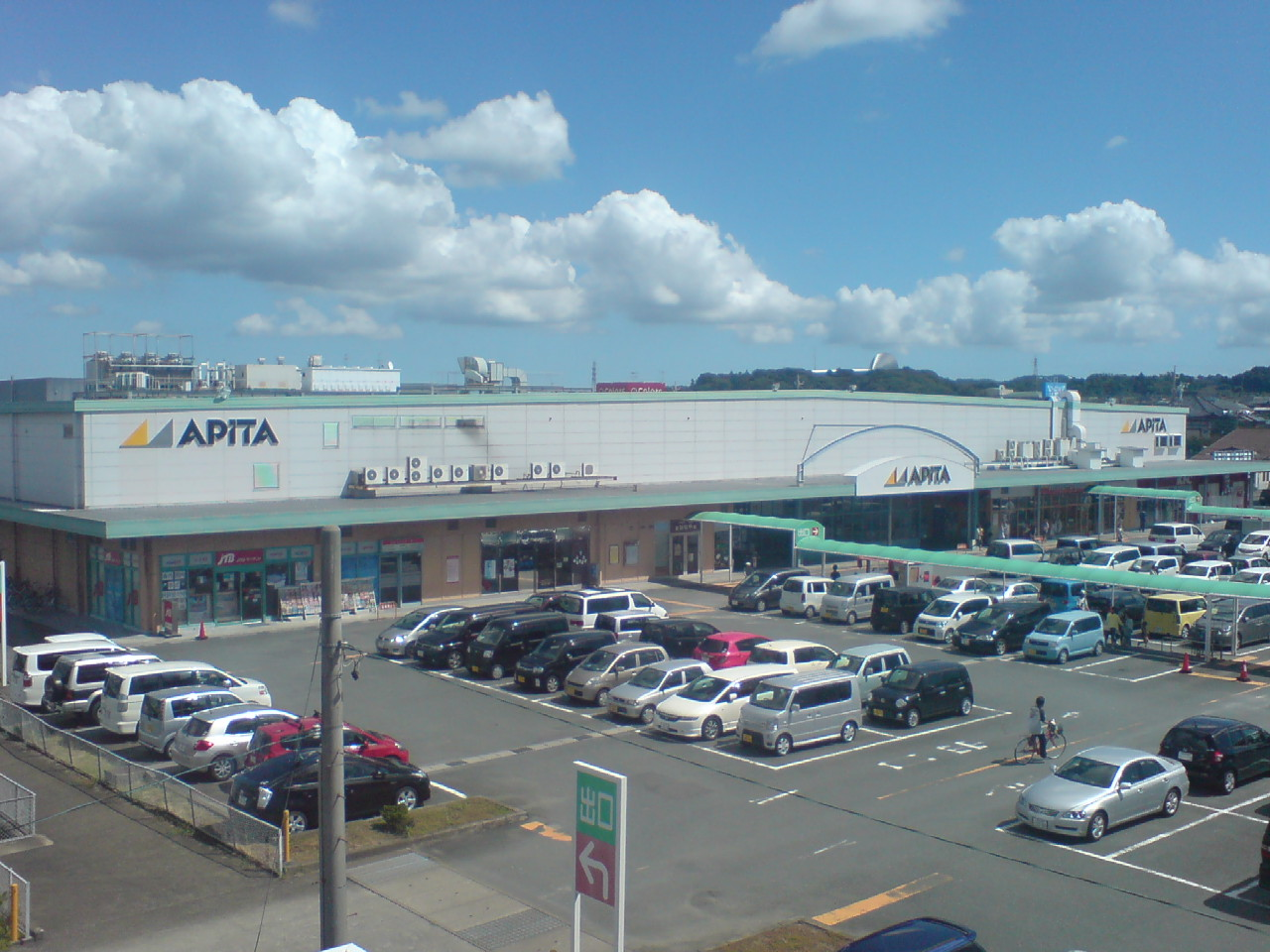
Apita掛川店

## 巴士路線
車站附近設有三座巴士站。
- （出口前）
  - 小笠病院免費接送巴士
  - 磐田東中學·高等學校（日语：磐田東中学校・高等学校）校巴
- 橘町巴士巴士站
  - 掛川市自主運行巴士（日语：掛川市自主運行バス）市街地循環線北回（掛川北醫院方向）
- 鳥居町巴士停留所
  - 掛川巴士服務（日语：掛川バスサービス）櫻木線（掛川站前 - 坂下、合歡美術館前）

## 相鄰車站
天龍濱名湖鐵道
天龍濱名湖線
掛川市役所前－西掛川－櫻木

## 注腳
1. ↑  掛川市統計書

## 外部連結
- 西掛川站 （页面存档备份，存于）（日語） - 天龍濱名湖鐵道株式會社